# Paglieta
Paglieta (Pajéte in abruzzese) è un comune italiano di 4 118 abitanti della provincia di Chieti in Abruzzo.

## Storia

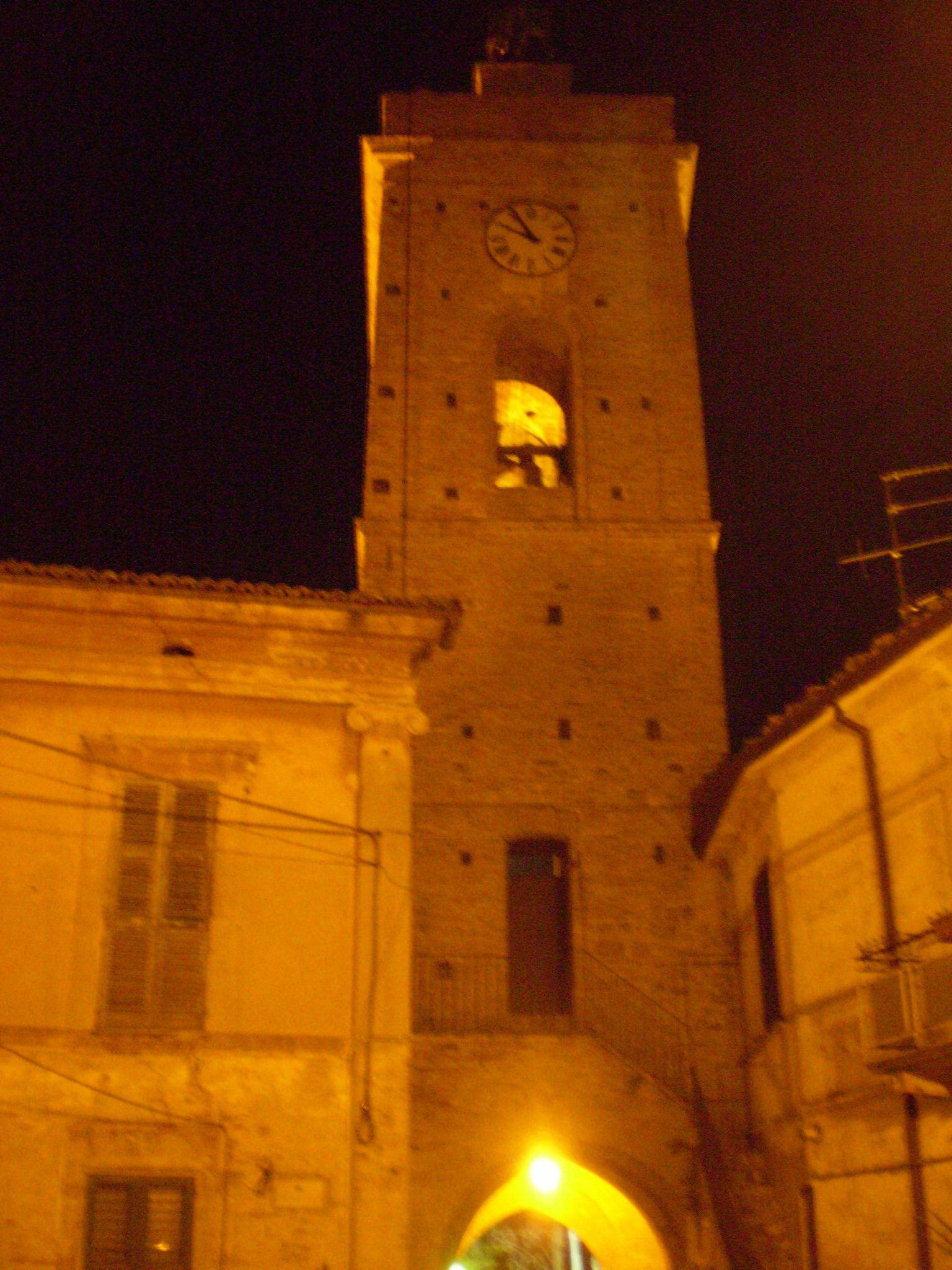
La torre civica di Paglieta

Le origini del paese sono molto antiche: fu dapprima avamposto frentano, poi colonia romana. Da alcune fonti risulta già abitato in epoca romana. La prima menzione, tuttavia, viene documentata nel 1087, quando compare tra i sette Castelli oggetto di una compravendita tra il monastero di San Giovanni in Venere, che lo riceve, e la diocesi di Chieti, che lo cede; sul finire del XII secolo viene citata come Palletum e Castrum Palletae, termini che provengono da palea (tipo di foraggio e/o legumi) o da pagliara (casa in argilla, come le case del primo nucleo del paese, di cui gli abitanti vennero dispersi dalle scorrerie dei Saraceni).
Del secolo seguente risultano essere le mura, di cui rimangono alcuni torrioni, l'arco ogivale della porta d'accesso e la torre campanaria, indi, dal 1312 al 1533 il paese appartenne a Lanciano, come dono di Carlo V a Rodorico Arripalda. Successivamente dal 1577 all'estinzione dei feudi fu della famiglia Mormile-Pignatelli.
Il paese partecipò ai moti dell'Unità d'Italia con Giuseppe Tretta che fu maggiore garibaldino.
Subì l'occupazione delle truppe tedesche prima e di quelle inglesi successivamente, ma senza subire danni nonostante fosse posizionata lungo il tracciato della Linea Gustav (seconda guerra mondiale).

### Simboli
Lo stemma e il gonfalone del comune di Paglieta sono stati concessi con decreto del presidente della Repubblica del 14 aprile 1980.
Lo stemma si può blasonare: d'azzurro, alle cinque spighe di grano, impugnate, d'oro, legate di rosso, sormontate da una corona all'antica d'oro.
Il gonfalone è un drappo partito di giallo e di rosso.

## Monumenti e luoghi d'interesse

### Architetture religiose
Chiesa di San Canziano

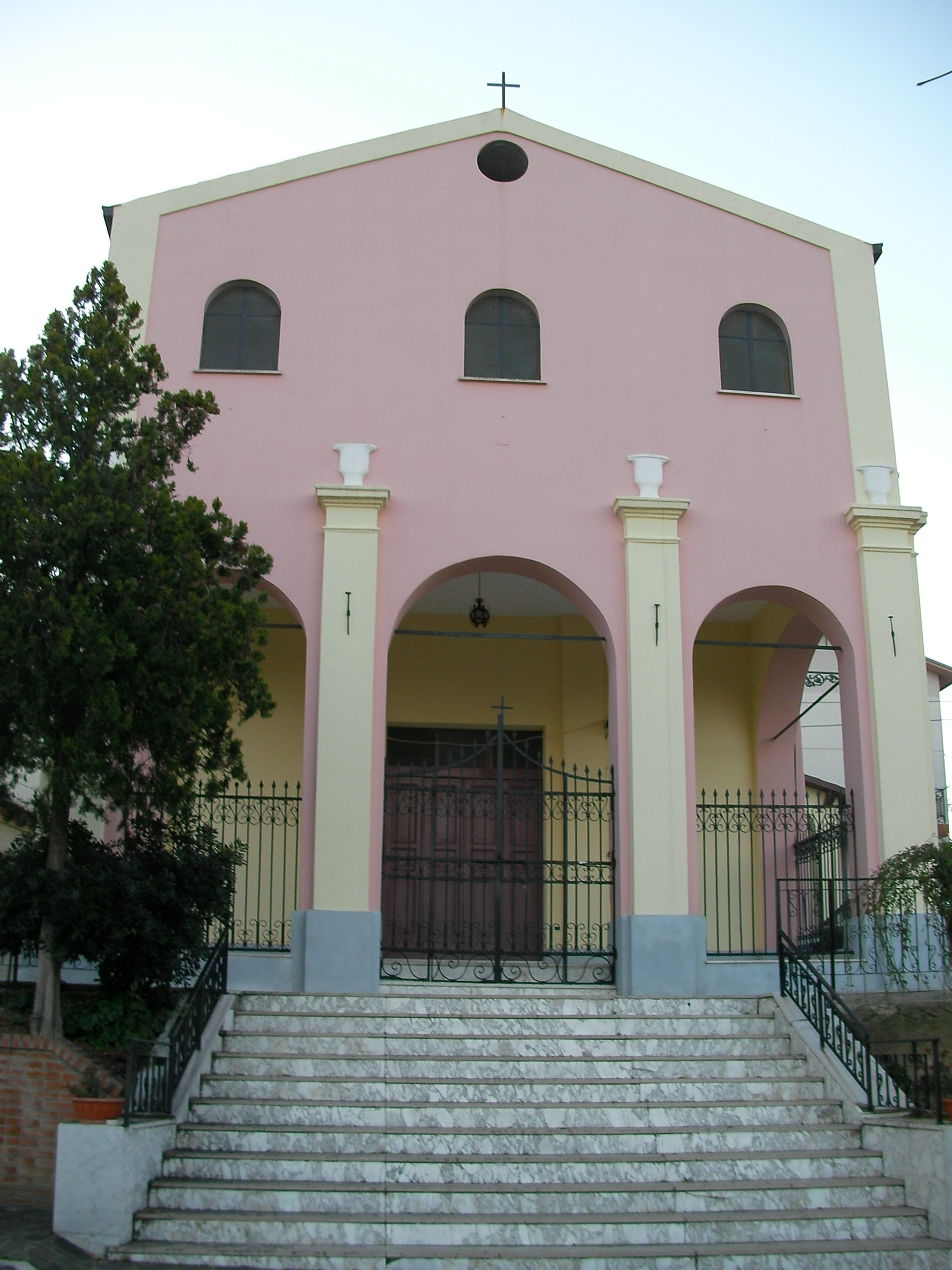
La chiesa di San Canziano

Del XII secolo, rimaneggiata nel XIX secolo.
Fu quasi completamente ricostruita dopo la seconda guerra mondiale, in stile pseudo classico. Ha pianta rettangolare a capanna di con l'accesso preceduto da un portico a tre arcate. L'interno molto semplice è a navata unica.
Chiesa di San Rocco
Del XVI secolo è sul corso Garibaldi, con rimaneggiamenti del XIX secolo. Durante la seconda guerra mondiale fu adibita a stalla ed arsenale di guerra. La chiesa venne costruita nel XVI secolo. Dei lavori vennero fatti nell'Ottocento. Nel 1975 venne restaurato il solaio e vennero rinforzate le fondamenta con cemento armato.
La facciata è completamente intonacata e suddivisa in tre parti mediante quattro lesene collegate da una modanatura e terminanti in un timpano.
Alla destra della facciata è un piccolo campanile a base quadrata. L'interno ha un'unica navata con volta a crociera presso il presbiterio.
Chiesa di Santa Maria Assunta in cielo
Del XVI secolo. È sita in Via Capocroce, dentro il borgo medievale, ed è la chiesa parrocchiale. Di originale 
si conserva la monumentale torre di accesso al borgo,  prospettante su piazza Roma, con la parte superiore restaurata nel XVIII secolo. Un'iscrizione andata smarrita attestava che la chiesa fu costruita tra il 1807 ed il 1841 dov'era un'antica cappella. Nel 1956 due sagrestie vennero abbattute e dei lavori di restauro del pavimento e degli altari.
La facciata è in mattoni scoperti dalla copertura preesistente. Il portale è sormontato da un timpano curvilineo in laterizio. Le tre navate sono suddivise da pilastri che a loro volta sono uniti da archi a tutto sesto. La navata centrale presenta volta a botte mentre le laterali sono coperte da volte a vela.
Chiesa di San Vincenzo Ferrer e Sant'Egidio Abate
Ultimata ed inaugurata nell'anno 2004, fiore all'occhiello dell'allora parroco Don Loreto Grossi e della generosità dei cittadini delle contrade circostanti. La chiesa è in cemento armato, è in stile moderno, ma conserva aspetti classici dell'impianto rettangolare a navata unica, con facciata a capanna. Si trova nella contrada a valle di Sant'Egidio, a ridosso della strada Nazionale Frentana.

### Architetture civili
Castello
Fu possedimento dell'abbazia di San Giovanni in Venere.
Non è un vero e proprio castello, bensì il perimetro murario medievale del Borgo antico di Castrum Palletae; oggi è percorribile grazie a cartelli esplicativi, essendo molte parti state manomesse nel XVIII secolo con le costruzioni. Si accede ancora dalla vecchia Porta della Torre, attraverso ossia il campanile della chiesa parrocchiale di Santa Maria Assunta, ricavato da una torre medievale. Una seconda torre è quella cilindrica in via delle Torri. Le abitazioni civili sono del Settecento di in stile rurale.
Torre della Porta di Paglieta
È una torre campanaria e dell'orologio sita a Piazza Roma.
Si tratta del campanile della chiesa di Santa Maria Assunta, ed è ornato da merlature e beccatelli, suddiviso in tre settori da cornici marcapiano.
Torrione medievale di forma circolare
È sita in via delle Torri. Faceva parte anticamente parte della cinta muraria, attualmente è adibita ad abitazione.
Risale al XIV secolo quando fu costruita la cerchia muraria. Nel Settecento quando fu sopraelevata e quando fu inglobata alle altre abitazioni che man mano presero il posto delle vecchie mura. Attualmente il palazzo è molto degradato e fatiscente.
La parte bassa è in mattoni, la parte alta, invece, è intonacata ed ha delle finestre e lesene.
Palazzetto
Con impianto a blocco a tre piani, si trova in Corso Vittorio Emanuele. Trattasi di un piccolo palazzo i cui locali sono adibiti ad abitazioni private.
La costruzione viene fatta risalire al XIX secolo ma verosimilmente è stato rimaneggiato per le esigenze dei vari inquilini che si sono succeduti.
Il palazzo è in muratura e i 3 piani sono scanditi da cornici marcapiano. Il piano terra è a stile bugnato. L'ingresso è sormontato da un arco a tutto sesto con due lesene che sorreggono il balcone del piano nobile. Due finestre al piano terra sono in mattoni rossi e gialli con cornice. I piani superiori hanno una finestra grande centrale con le due laterali più piccole.
Palazzo Mariani
Con impianto a blocco rettangolare a tre piani, si trova tra via San Canziano e Piazza Martiri Lancianesi.
Alcuni vani dell'edificio sono disabitati come dimostrano alcune finestre all'ultimo piano senza infissi e murate.
La costruzione viene fatta risalire tra l'Ottocento ed il Novecento.
Il piano terra è in stile bugnato come le cinque paraste. Il portale è sormontato da un arco a tutto sesto. Le finestre sono in asse con le soprastanti.
Particolare è una struttura a C nel retro che racchiude una rampa di scale cilindrica e finestre sormontate da un arco a tutto sesto e parzialmente murate.

## Società

### Evoluzione demografica
Abitanti censiti

## Cultura
Musei
Museo delle tradizioni  Popolari Nelli-Polsoni

### Eventi
- Prima domenica dopo Pasqua: San Vincenzo e Sant'Egidio (La festa è stata spostata al 25 aprile per ordine dell'allora Arcivescovo Metropolita Edoardo Menichelli della diocesi Chieti-Vasto, in quanto sono sconsigliati i festeggiamenti dei Santi nella domenica in Albis)[17]
- 30-31 maggio: Santi Canzio, Canziano e Canzianilla[17]
- Dal 16 al 26 luglio: Rassegna teatrali "Paese Mediterraneo" (nel 2014 ventunesima edizione).
- 13-14 luglio: San Giusto[17]
- 15 agosto: San Rocco[17]
- Penultimo fine settimana di ottobre: "Sentieri d'Autunno". Sagra dedicata alla degustazione di prodotti tipici locali, con esposizione di mercatini, punti di ristoro, cantine e frantoi  che si sviluppano nei vicoli del centro storico di Paglieta

## Economia
La Zona industriale Val di Sangro, questa zona industriale si trova, sulla carta, per il 40 % della sua estensione nel territorio comunale di Paglieta per scelte politiche e di sviluppo economico attuate dal governo nazionale e regionale negli anni settanta e ottanta del secolo scorso.
- Pesca (sul fiume Sangro)
- Gastronomia[18]
- Il Turismo negli ultimi anni ha iniziato a muovere i suoi passi anche qui
- Allevamento (la zona fu passaggio di tratturi come attestano segni di passaggio di tratturi in località Cansano-Colle Limite[6]) e agricoltura

## Sport

### Calcio
La principale squadra di calcio della città è stata l'A.S.D. Paglieta Calcio che, dopo alcune stagioni in 1ª Categoria, a seguito del fallimento della società nel 2019/20 è stata costretta a ripartire dal livello più basso, la Terza Categoria, dove ha militato fino allo scioglimento definitivo.
Oggi, a fare gli onori di casa, c'è la neonata Virtus Paglieta 2024

### Pallavolo
La principale squadra, la Virtus Volley Paglieta, milita nel campionato nazionale di Serie C. La squadra gioca le sue gare interne al Palazzo dello Sport sito in via Sandro Pertini.